# 24hours (アルバム)
『24hours』（トゥエンティフォーアワーズ）は、1994年4月1日にSony Recordsから発売された今野登茂子の1枚目のオリジナル・アルバム。シングル「24hours」と同時発売。

## 概要
プリンセス プリンセスのキーボーディスト、今野登茂子のソロデビュー・アルバム。プリンセス プリンセスのメンバー初のソロ作品。

## 収録曲
作詞・作曲：今野登茂子（特記以外）
1. 今年の彼氏
  - 同時発売のデビュー・シングルのカップリング曲。
2. SAY
3. ヴィーナスの裏側
4. 天気雨
5. ゆらり
6. 犬と駆ける（作詞：工藤順子）
7. 銀竜草
8. 日曜日は別れの時（作詞：小西康陽）
9. 24hours（作詞：小西康陽）
  - 同時発売のデビュー・シングル。
10. あなたに言いたい